# Serrivomeridae

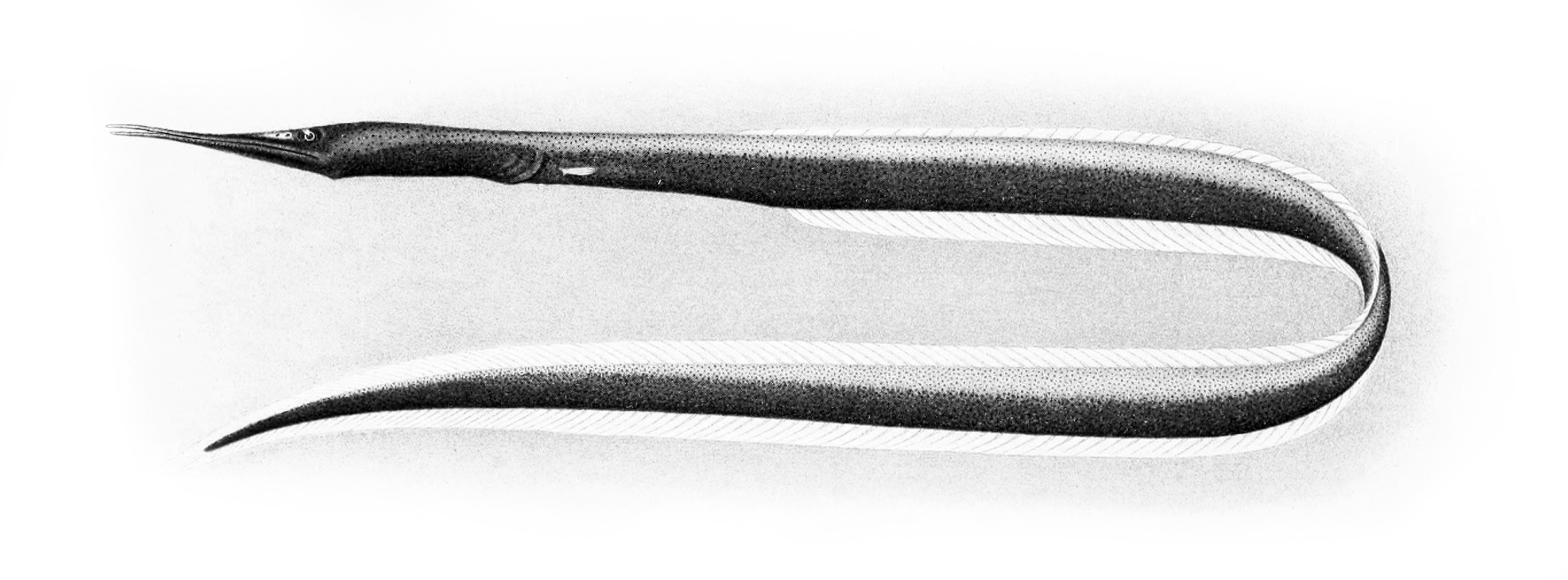
Stemonidium hypomelas

Los serrivoméridos (Serrivomeridae) son una familia de peces teleósteos del orden Anguilliformes distribuidos por los océanos Atlántico, Índico y Pacífico.
Lo más característico de la familia y que le da nombre son los dientes del hueso vómer en la mandíbula, afilados como lancetas y que se disponen en una fila similando un serrucho.

## Géneros y especies
Existen 9 especies agrupadas en solo 2 géneros:
- Género Serrivomer (Gill y Ryder, 1883)
  - Serrivomer beanii (Gill y Ryder, 1883) - Anguila
  - Serrivomer bertini (Bauchot, 1959)
  - Serrivomer garmani (Bertin, 1944)
  - Serrivomer jesperseni (Bauchot-Boutin, 1953)
  - Serrivomer lanceolatoides (Schmidt, 1916)
  - Serrivomer samoensis (Bauchot, 1959)
  - Serrivomer schmidti (Bauchot-Boutin, 1953)
  - Serrivomer sector (Garman, 1899) - Anguila tijera
- Género Stemonidium (Gilbert, 1905)
  - Stemonidium hypomelas (Gilbert, 1905)